# Lamadrid
Lamadrid là một đô thị thuộc bang Coahuila, México. Năm 2005, dân số của đô thị này là 1708 người.